# Jambinai
Jambinai (coréen : 잠비나이) est un groupe de post-rock sud-coréen, originaire de Séoul.

## Biographie
Le groupe est formé en 2010 à Séoul. Il présente la particularité d'utiliser des instruments modernes (guitare électrique, que joue Il-woo) et traditionnels comme le haegeum, instrument traditionnel à deux cordes, joué par Kim Bo-mi, et le geomungo, cithare à six cordes, joué par Shim Eun-yong. Musicalement, ils sont souvent comparés à des groupes comme Explosions in the Sky, Godspeed You! Black Emperor, et Mogwai,,,. Dans les petites salles, seuls ces trois musiciens composent Jambinai. Mais sur les grandes scènes, le groupe ajoute à sa formation originelle une section rythmique (basse et batterie). Parfois d'autres instruments traditionnels coréens sont utilisés, tels le jungju, le taepyeongso ou le piri.
Outre dans son pays d'origine, Jambinai s'est produit en Europe (France, Pologne, Belgique) et au Japon.
Le groupe signe au label GMC Records, et publie l'EP Jambinai en 2010, suivi de son premier album studio, Difference, le 7 février 2012 en Corée. Cet album est élu meilleur album crossover aux Prix de la musique coréenne 2013, permettant au groupe de participer à différents festivals internationaux comme le SXSW et ou le Festival de Glastonbury.
A Hermitage, leur deuxième album, est publié au label Bella Union, le 17 juin 2016.

## Membres

### Membres actuels
- Kim Bo-mi (김보미 )[2],[8] – haegeum
- Lee Il-woo (이일우)[2],[8] – guitare, piri, taepyeongso, chant
- Shim Eun-yong (심은용)[2],[8] – geomungo

### Membres de tournée
- Ryu Myung-Hoon[9] – batterie
- Choi Jae-hyuk[2],[8] – batterie
- Ok Ji-hoon[8] – basse
- Yu Byeong-koo[2] – basse

## Discographie
EPs
- 2010 : Jambinai (EP)

Albums studio
- 2012 : Difference (GMC Records/Sony Music)
- 2016 : A Hermitage (Bella Union)
- 2019 : ONDA (Bella Union)